# Artur Pachner

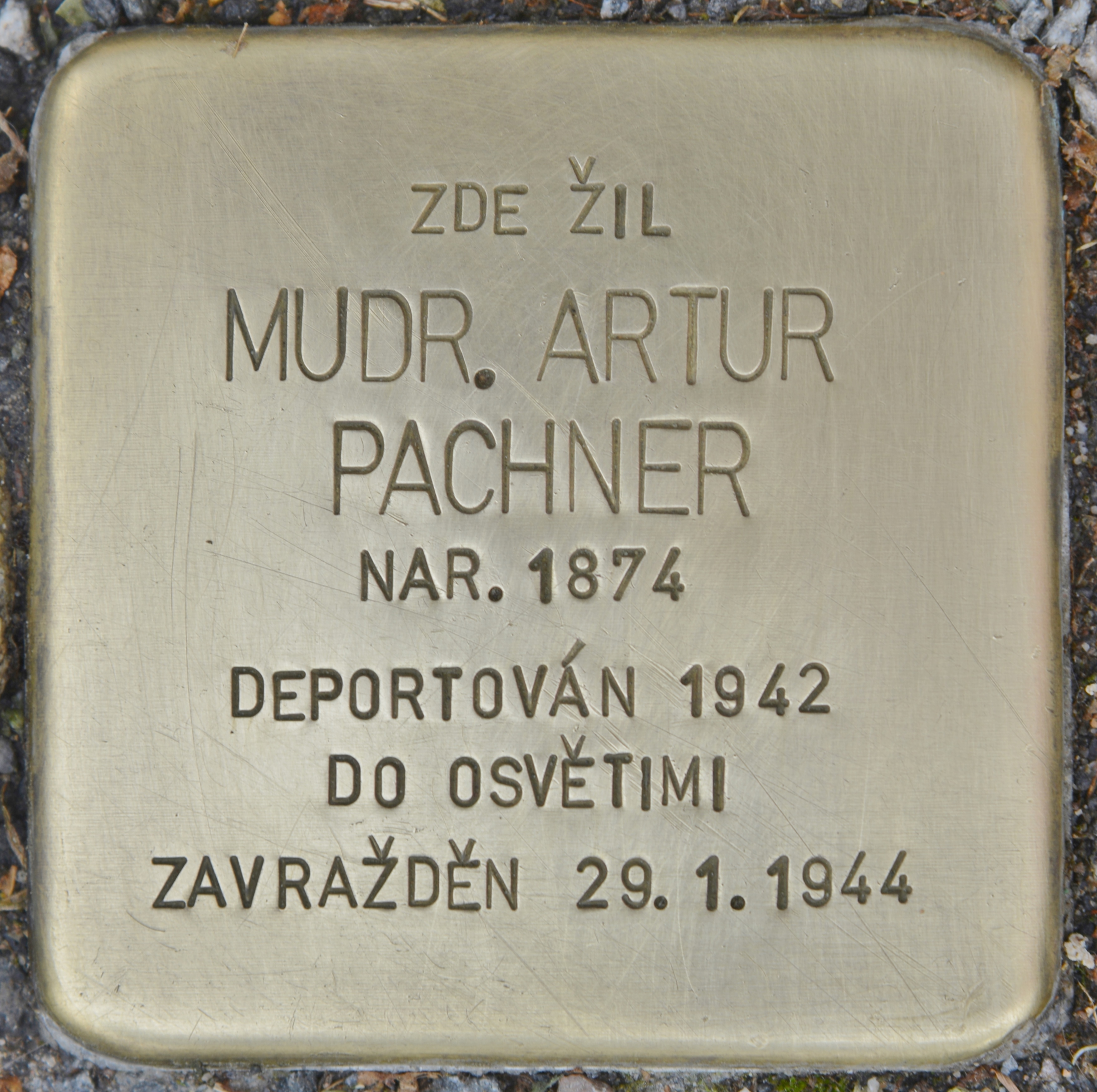
Kámen zmizelých pro Artura Pachnera

Artur Pachner  (24. března 1874 Havlíčkův Brod - leden 1944 Osvětim) byl československý zubní lékař a publicista židovského původu, oběť holocaustu.

## Život
Pachner studoval po absolvování gymnázia v tehdejším Německém Brodě medicínu v Praze a později v Berlíně. V roce 1899 se přestěhoval do Chrudimi, kde otevřel lékařskou praxi. Zajímal se i se zubním lékařstvím související témata jako je stomatologie, metalurgie ap., zveřejnil v těchto oborech mnoho článků v různých časopisech jako jsou Časopis českých lékařů, Vesmír, Příroda, Národní listy nebo Lidové noviny.
Po obsazení Československa Německem byl Pachner spolu se svojí manželkou Gabrielou Pachnerovou v Chrudimi zatčen. 5. prosince 1942 byli oba deportováni transportem Cf z Pardubic do Terezína, kde byl Pachner částečně vězněn v Malé pevnosti. 18. prosince 1942 byli posléze deportováni transportem Ds do Osvětimi do tzv. Terezínského rodinného tábora v Auschwitz II – Birkenau.
Artur Pachner zemřel v Osvětimi s největší pravděpodobností 29. ledna 1944 - toto datum se nachází na jemu věnovanému stolpersteinu (kamenu zmizelých) v Chrudimi. Tento stolperstein byl položen spolu s deseti dalšími 20. září 2017 umělcem Gunterem Demnigem. Na kameni se nachází následující text:
| ZDE ŽIL MUDR. ARTUR PACHNER NAR. 1874 DEPORTOVÁN 1942 DO OSVĚTIMI ZAVRAŽDĚN 29.1.1944 |

## Dílo
- Metallurgie a nauka o spájení kovů, Chrudim 1919
- Deskové zlaté protesy, Chrudim 1922
- Licí metoda : teorie i prakse veškerých zubních prací ze zlata, Chrudim 1929
- Sociální úkoly zubního lékařství : péče o chrup mládeže, Prag 1930

a další